# Wiesław Raboszuk
Wiesław Mariusz Raboszuk (ur. 21 maja 1966 w Łosicach) – polski samorządowiec i urzędnik, od 2011 członek zarządu województwa mazowieckiego, w tym w 2014 i od 2015 w randze wicemarszałka.

## Życiorys
Syn Józefa i Anny. Absolwent Szkoły Głównej Gospodarstwa Wiejskiego w Warszawie, a także studiów podyplomowych z zarządzania w administracji publicznej na Uniwersytecie Mikołaja Kopernika w Toruniu i z zamówień publicznych na Akademii Obrony Narodowej.
Pracował administracji państwowej i lokalnej, początkowo w Urzędzie Miejskim w Łomiankach, Urzędzie Gminy Lesznowola oraz w Urzędzie Miasta Stołecznego Warszawy. Później obejmował w niej stanowiska kierownicze, m.in. jako wicedyrektor Departamentu Polityki Rolnej w Ministerstwie Rolnictwa i Rozwoju Wsi (2000–2001), kierownik Działu Zamówień Publicznych Samodzielnego Wojewódzkiego Zespołu Publicznych Zakładów Psychiatrycznej Opieki Zdrowotnej w Warszawie (2007–2008) i dyrektor Mazowieckiej Jednostki Wdrażania Programów Unijnych w Warszawie (2008–2011). W 2005 został członkiem Polskiego Związku Rzeczoznawców Zamówień Publicznych, zasiadł również w radach nadzorczych Mazowieckiego Szpitala Wojewódzkiego oraz Miejskich Zakładów Autobusowych w Warszawie.
W 2002 bezskutecznie kandydował do sejmiku mazowieckiego z listy Platformy Obywatelskiej. W 2006 i 2010 był wybierany do Rady Dzielnicy Targówek; pełnił w niej funkcję przewodniczącego Komisji Rozwoju i Ochrony Środowiska. W październiku 2011 został członkiem zarządu województwa mazowieckiego (w związku z tym zrezygnował z mandatu radnego). W maju 2014 awansował do rangi wicemarszałka, pełnił funkcję do końca V kadencji. W wyborach w 2014 wybrany do sejmiku mazowieckiego z listy PO; ponownie zasiadł w zarządzie województwa. W listopadzie 2015 powrócił na stanowisko wicemarszałka, odpowiedzialnego za kulturę i fundusze unijne. Utrzymał je po wyborach w 2018, w których ponownie zdobył mandat radnego sejmiku. W 2019 bez powodzenia kandydował do Sejmu. W 2024 ponownie wybrany na radnego województwa, pozostał następnie na stanowisku wicemarszałka w nowym zarządzie województwa.